# Hexobarbital
Hexobarbital hoặc hexobarbitone, được bán ở cả dạng axit và muối natri với các biệt dược Citopan, Evipan và Tobinal, là một dẫn xuất barbiturat có tác dụng thôi miên và an thần. Thuốc được sử dụng vào những năm 1940 và 1950 dưới dạng tác nhân gây mê trong phẫu thuật, cũng như một thôi miên tác dụng nhanh, ngắn để sử dụng chung, và có tác dụng tương đối nhanh và thời gian tác dụng ngắn. Nó cũng được sử dụng để giết các nữ tù nhân tại Trại tập trung Ravensbrüc. Các barbiturat hiện đại (như Thiopental) phần lớn đã thay thế việc sử dụng hexobarbital làm thuốc gây mê, vì chúng cho phép kiểm soát tốt hơn độ sâu của thuốc mê. Hexobarbital vẫn được sử dụng trong một số nghiên cứu khoa học.

## Hóa học
Hexobarbital là một hỗn hợp bột màu trắng có vị đắng. Nó tan chảy ở nhiệt độ 146,5 °C và có hằng số phân ly là 8.2.